# Пішкове
Пі́шкове —  село в Україні, в Путивльському районі Сумської області. Населення становить 16 осіб. До 2018 орган місцевого самоврядування — Зінівська сільська рада.

## Населення

### Мова
Розподіл населення за рідною мовою за даними :
| Мова       | Кількість | Відсоток |
| ---------- | --------- | -------- |
| російська  | 11        | 68.75%   |
| українська | 5         | 31.25%   |
| Усього     | 16        | 100%     |

## Географія
Село Пішкове знаходиться на правому березі річки Сейм, вище за течією на відстані 1,5 км розташоване село Харівка, нижче за течією на відстані 1 км розташоване село Латишівка, на протилежному березі - село Скуносове. На відстані 0,5 км розташоване село Сонцеве. Річка в цьому місці звивиста, утворює лимани, стариці і заболочені озера. Поруч проходить автомобільна дорога Т 1908.

## Історія
12 червня 2020 року, відповідно до розпорядження Кабінету Міністрів України № 723-р «Про визначення адміністративних центрів та затвердження територій територіальних громад Сумської області», село увійшло до складу Путивльської міської громади.
19 липня 2020 року, в результаті адміністративно-територіальної реформи та ліквідації Путивльського району, увійшло до складу новоутвореного Конотопського району.